# Anne de Vries
Anne de Vries (Assen, 22 maggio 1904 – Zeist, 29 novembre 1964) è stato uno scrittore e insegnante olandese.

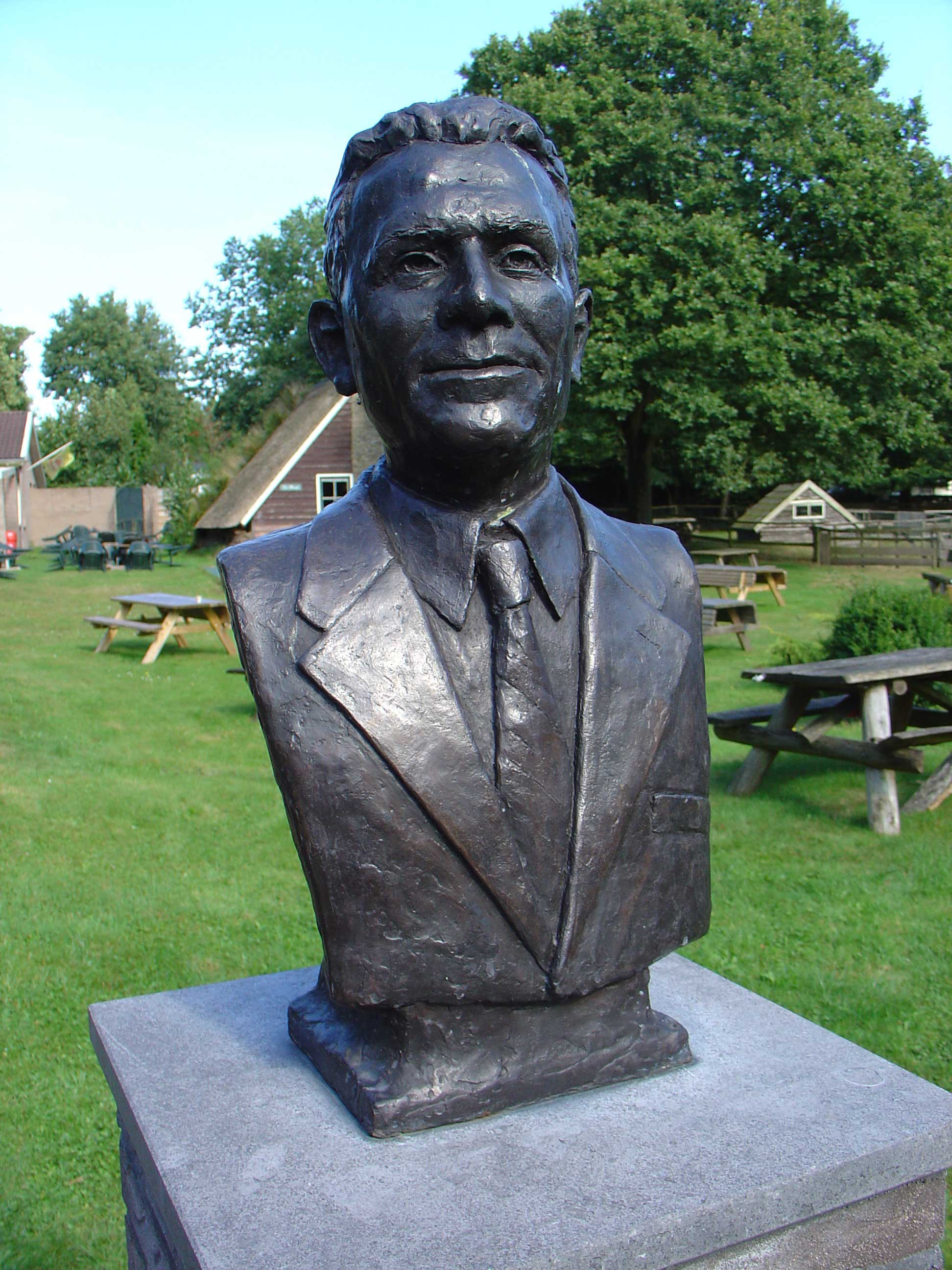
Busto dello scrittore presso il Museo del Villaggio di Bartje a Rolde (Paesi Bassi)

È noto nei Paesi Bassi per i suoi racconti sulla vita nella provincia di Drenthe e in particolar modo per aver creato il personaggio di Bartje, bambino figlio di umili contadini che ha ispirato l'omonima serie tv curata da Willy van Hemert, in onda dal 1972, con Jan Krol nel ruolo del protagonista.

## Biografia
Nato a Kloosterveen, a pochi chilometri da Assen, capoluogo della provincia, trascorse l'infanzia in una delle tante fattorie che costellano il territorio del Nord-Est nederlandese. Più tardi, contemporaneamente agli studi,iniziò a collaborare con il giornale locale Asser Courant mostrando già interesse per le storie che testimoniavano l'umile vita dei contadini più che per i fatti di cronaca.
Trasferitorsi a Zeist, nella provincia di Utrecht, forse spinto dalla nostalgia per i luoghi della sua infanzia, De Vries scrisse i suoi primi opuscoli e nel 1935 il libro Bartje a cui è dovuta gran parte della sua fama. Secondo le sue stesse parole, questo libro non dovrebbe essere visto come un'autobiografia:
(Anne de Vries)
Lo scrittore morì a 60 anni. Nel 2010 uno dei suoi figli, Anne de Vries junior, scrisse una biografia del padre Een zondagskind. Biografie van mijn vader (Un bambino della domenica. Biografia di mio padre).

## Vita privata
Nel 1930 sposò Alida Gerdina van Wermeskerken. Dal matrimonio ebbero cinque figli.

## Opere
- Jongens van de straat, 1934
- Bartje, 1935
- De Stroper, 1935
- Jaap e Gerdientje, 1937
- Op de grote heide, 1937
- De grote veenbrand, 1937
- Groot vertelboek voor de Bijbelse geschiedenis, 1938
- Verhalen voor Kersttijd, 1948
- Honderd vertellingen uit de bijbel, 1949
- Il libro di Jan Willem, 1950
- Reis door de nacht, 1951–1958
- De ring van de profeet (Anne de Vries e Jan Fabricius), 1952
- Kinderkleurbijbel (Oude testamento), 1961
- Due meisjes in de tropen 1964